# Ducat de Jülich
El Ducat de Jülich fou una jurisdicció feudal del Sacre Imperi Romanogermànic a l'entorn de la ciutat de Jülich. Creat en un principi com comtat de Jülich al 1336 va esdevenir marcgraviat de Jülich i al 1356 va ser elevat a ducat. Estava limitat al nord per Gueldre; al nord-est pel comtat i després ducat de Clèveris; al sud-oest pel ducat de Limburg; i a l'est per l'Arquebisbat de Colònia. La ciutat imperial d'Aquisgrà estava a la frontera occidental del ducat. Les ciutats principals eren Jülich, Düren, Aldenhoven, Zülpich i Dalen.

## Història
Cap a la fi de l'època carolíngia, Jülich era un gau administrat per comtes imperials que esdevingué hereditari a partir de la segona meitat del segle XI. L'1128, un fill del comte, Alexandre va esdevenir príncep-bisbe del principat de Lieja. El comtat de Jülich va ser una dependència del ducat de Baixa Lorena fins al segle XIII, quan el comte Gerard V va ser creat príncep immediat de l'Imperi. El comte Guillem V va ser elevat a marcgravi el 1336 per l'emperador Lluís IV, i després a duc el 1356 per l'emperador Carles IV. El seu fill Guillem VI va adquirir per matrimoni el ducat de Gueldre i el seu altre fill Gerard IV el ducat de Berg. Adolf I de Jülich va heretar el 1423 totes aquestes possessions. Guillem VIII, darrer descendent de la dinastia, va deixar el ducat a la seva filla Maria, esposa de Joan el Pacífic, duc de Clèveris. Aquest últim va reunir el 1521 els ducats de Clèveris, Berg i Jülich mentre el Gueldre va anar a una branca diferent.
La casa de Clèveris es va extingir el 1609 amb el duc Joan Guillem, i es va produir la guerra de successió de Jülich, que va oposar les cinc germanes d'aquest príncep, i les cases de Saxònia, del Palatinat-Neuburg i de Brandenburg. La casa de Saxònia fonamentava les seves pretensions sobre una expectativa de successió atorgada el 1483 per l'emperador Frederic III al duc Albert l'Intrèpid. L'Elector de Brandenburg, Joan Segimon, gendre de Maria Eleonor, germana gran de Joan Guillem, i el comte de Neuburg, Felip Lluís marit d'Anna, segona germana del mateix príncep, van ocupar el país i van acabar signant un tractat a Dortmund pel qual van convenir administrar el ducat en comú. L'emperador Rodolf II va voler anul·lar aquest tractat i va ordenar el segrest del ducat. Per mantenir els seus drets, els dos prínceps van implorar el socors de la unió protestant, i es van aliar amb Enric IV de França. La intervenció de França es va retardar pel seu assassinat per Ravaillac. El 1612 van sorgir discussions entre l'elector i el comte de Neuburg. Finalment, el 1614, un tractat signat a Xanten, sota la mediació d'Anglaterra i de França establia que la successió havia de ser repartida en dos lots, que es van sortejar. L'elector de Brandenburg va rebre el ducat de Clèveris, el comtat de la Mark i el comtat de Ravensberg; el comte de Neuburg els ducats de Jülich i de Berg. Després de noves lluites, aquest tractat va ser confirmat el 1666.
A l'extinció de la casa de Neuburg (1742), el ducat de Jülich va passar a la branca palatina de Sulzbach, més tard hereva de l'Electorat de Baviera. Va pertànyer a aquesta línia fins al 1801, data en què va ser incorporat a França (departament del Roer o Ruhr). Pel Congrés de Viena (1815), va caure en mans de Prússia, excepte algunes parts incorporades a la província de Limburg del Regne Unit dels Països Baixos.

## Comtes de Jülich
- 1003-1029: Gerard I, comte de Jülichgau
- 1029-1081: Gerard II, comte a la regió, fill.
- 1081-1118: Gerard III, comte de Jülich, fill.
- 1118-1135: Gerard IV, comte de Jülich, fill.
- 1136-1176: Guillem I, comte de Jülich, fill.
- 1176-1207: Guillem II, comte de Jülich, fill.

casat amb Albarada de Saffenberg (de fet Albarada de Mulbach, que va aportar el comtat de Mulbach)

### Casa de Hengebach
- 1207-1218: Guillem III († 1218), nebot, fill d'Eberard II d'Hengebach i de Judit de Jülich?

casat amb Matilde de Limburg.
- 1219-1278: Guillem IV († 1278), fill

casat el 1237 amb Margarita de Gueldre († vers 1251)
casat en segones noces amb Ricardis de Gueldre († 1293/1298), totes dues esposes filles de Gerard III de Gueldre.
- 1278-1297: Walram († 1297), fill (amb Matilde de Gueldre)

casat amb Maria de Brabant, filla de Godofreu de Brabant, senyor o comte d'Aarschot.
- 1297-1329: Gerard V (1241 † 1328), germà, fill de Guillem IV i de Matilde de Gueldre

casat amb Elisabet de Brabant, fille de Godofreu de Brabant, comte d'Aarschot.
- 1329-1336: Guillem V († 1361), fill

casat amb Joana d'Holanda.
El 1336, el comtat de Jülich fou erigit en marcgraviat.

## Marcgraviat de Jülich

### Casa d'Hengebach
- 1336-1356: Guillem V († 1361)

casat amb Joana d'Holanda
El 1356 el marcgraviat de Jülich fou elevat a ducat.

## Ducs de Jülich

### Casa d'Hengebach
- 1356-1361: Guillem V († 1361)

casat amb Joana d'Holanda.
- - Gerard VI († 1360), duc associat, fill primogènit (+1360)

escut d'armes des ducs de Gueldre i de Jülich

- 1361-1393: Guillem VI († 1393), fill segon de Guillem V

casat amb Maria († 1405), duquessa de Gueldre.
- 1393-1402: Guillem VII († 1402), duc de Gueldre i de Jülich, fill

casat amb Caterina de Baviera (1360 † 1400).
- 1402-1423: Renald († 1423), duc de Gueldre (Renald IV) i de Jülich, fill

casat el 1405 amb Maria d'Harcourt.
A la seva mort el ducat de Gueldre va passar a la descendència de la seva germana i el ducat de Jülich va passar a uns cosins de la línia masculina. Els ducs de Gueldre van reclamar Jülich, pretensió després continuada perls ducs de Lorena.
- Gerard VI († 1360) casat amb Margarita de Ravensberg, pare de :
- Guillem II (1338 † 1408), duc de Berg, casat amb Anna de Wittelsbach, pare de:

- 1423-1437: Adolf I († 1437), duc de Berg (Adolf VII) i de Jülich

casat amb Iolanda de Bar († 1421)
casat en segones noces el 1430 amb Elisabet de Baviera
- 1437-1475: Gerard VII († 1475), duc de Berg (Gerard I) i de Jülich, nebot, fill de Guillem de Jülich (1382 † 1428) i d'Adelaida de Tecklenburg

casat el 1444 amb Sofica de Saxònia-Lauenburg († 1473)
- 1475-1511: Guillem VIII (1455 † 1511), duc de Berg (Guillem III) i de Jülich, fill

casat el 1472 amb Elisabet de Nassau-Saarbrücken (1459 † 1479)
casat en segones noces el 1481 amb Sibilla de Brandenburg (1467 † 1524)
- 1511-1543: Maria (1491 † 1543), filla (amb Sibilla de Brandenburg)

casada el 1510 amb Joan III (1490 † 1539), duc de Clèveris

### Segona casa de Clèveris o casa de la Mark
- 1511-1539: Joan III (1490 † 1539), duc de Jülich, de Berg i de Clèveris

casat el 1510 amb Maria de Jülich
- 1539-1592: Guillem IX (1516 † 1592), duc de Clèveris, de Jülich i de Berg (Guillem IV), fill

casat el 1546 amb Maria d'Àustria (1531 † 1581)
- 1592-1609: Joan Guillem (1562 † 1609), fill
- 1609-1632: Anna (1552 † 1632), germana

casada el 1574 amb Felip Lluís (1547 † 1614), comte palatí de Neuburg

### Casa de Wittelsbach
- 1609-1614: Felip Lluís (1547 † 1614), comte palatí de Neuburg

casat el 1574 amb Anna (1552 † 1632)
- 1632-1653: Wolfgang Guillem (1578 † 1653), fill
- 1653-1690: Felip Guillem (1615 † 1690), duc de Neuburg el 1666, elector palatí el 1685, fill
- 1690-1716: Joan Guillem (1658 † 1716), fill
- 1716-1742: Carles Felip (1661 † 1742), germà
- 1742-1794: Carles Teodor (1724 † 1799), comte palatí de Sulzbach, elector de Baviera el 1777, cosí
- 1794 : Annexionat a França
- 1815 : Annexionat a Prússia (com a província de Jülich-Clèveris-Berg)